# آيس ويزل
آيس ويزل (بالإنجليزية: IceWeasel)‏ نسخة حرة 100% من المتصفح فايرفوكس. هو فايرفوكس لكن بدون الشعار والعلامة التجارية الخاصة بموزيلا. كان السبب وراءه ان دبيان كانت ترى ان هناك اشياء بالفايرفوكس غير حرة فقاموا بالتعديل بهدف ازالتها، لكن موزيلا لم تقبل أن يتم التعديلات تحت شعارها حفاظا على علامتها التجارية. فقامت دبيان بعمل نسخة معدلة من الفايرفوكس واطلقت عليها اسم «ايس ويزل» واضافتها في توزيعتها.

## وصلات خارجية
الموقع الرسمي